# موقع هيلي الأثري

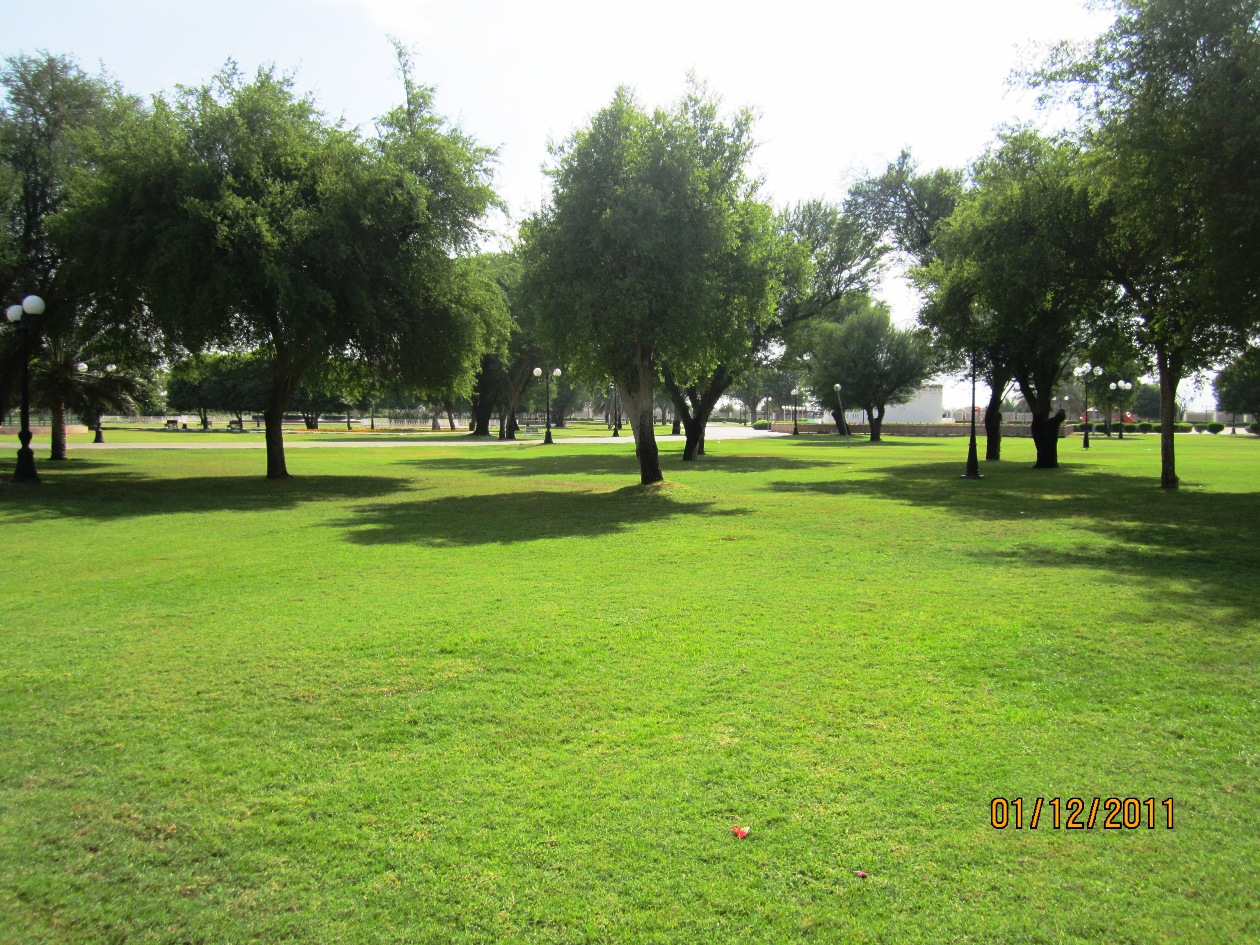
حديقة آثار الهيلي

موقع هيلي الأثري هي حديقة عامّة وموقع أثري في مدينة العين، إمارة أبوظبي، الإمارات العربية المتحدة. تقع على بعد حواليّ 12 كيلو متراً شمال مدينة العين،    
اكتسبت شهرتها بفضل الحفريات الأثرية التي أجريت فيها بداية من أواخر ستينيات القرن العشرين، فقد اكتشف الخبراء بقايا لمستوطنات ومقابر تعود للألفية الثالثة قبل الميلاد، حيث يضم الموقع بقايا منطقة تجمع بشري من العصر البرونزي (2000 - 2500 قبل الميلاد) تم حفرها وترميمها عام 1995. كما تعد مصدرًا لأبرز الاكتشافات الأثرية في المنطقة. وقد قامت حكومة أبوظبي ببناء حديقة آثار الهيلي حول تلك اِلآثار.   

## مستوطنة هيلي
بدأت الحفريات الأولى في ما يسمى الآن بحديقة آثار هيلي، خلال ستينات القرن العشرين، وقد استخرجت بقايا مستوطنة قامت على مساحة أكثر من عشرة هكتارات (حوالي 24 فدان) بنيت على مدى قرون. وتعود معظم منازل وأبراج ومدافن المستوطنة التي بنيت من الطوب البن إلى عصر أم النار (2700 - 2000 قبل الميلاد). 
وتتميز أبراج المستوطنة الدائرية بضخامتها. وقد بني كل برج من هذه الأبراج حول بئر، ويحتوي كل برج على عدد من الغرف المحاطة بالجدران الخارجية. ويشبه هذا النوع من البناء حصون وقلاع العين التي بنيت خلال القرن السادس عشر الميلادي، ما يدل على أن أصل العمارة التقليدية في تاريخ المنطقة يعود إلى الألفية الثالثة قبل الميلاد. وقد عُثر على فخار وسفن داخل المستوطنة، ما جعل بعض الباحثين يعتقدون بأن هذه الأبراج قد شيدت لحماية طرق التجارة، بالإضافة إلى صناعة النحاس، والتي شكلت على الأرجح مصدرًا رئيسيًا للدخل بالنسبة للسكان. وتنير المصنوعات اليدوية الطريق نحو التعرف على الحياة في شبه الجزيرة العربية، مثل العادات الزراعية والأنشطة التجارية، فضلاً عن التطورات التقنية. وقد تمت بالفعل زراعة أشجار النخيل والشعير والقمح، وبحلول الألفية الأولى قبل الميلاد، تم تطوير نظام مياه الري (الأفلاج) بالكامل. وقد أظهر استكشاف أقدم فلج في دولة الإمارات في هيلي عام 1985 وجود مستوى من المهارة الهندسية يساوي التقنيات المستخدمة في بلاد ما بين النهرين القديمة. علاوة على ذلك، تم العثور على العديد من المقابر داخل مستوطنة هيلي، في حين أن عمليات التنقيب وتحليل النتائج لا تزال جارية بواسطة فرق تنقيب أثري من فرنسا والمملكة المتحدة وألمانيا. 

## مقابر هيلي
استخدمت مقابر مستوطنة هيلي للدفن الجماعي على مدى قرون، ويستدل بأدواتهم الجنائزية على طبيعة الحياة في الواحة. وتسمى أكبر مقبرة حجرية في هيلي مقبرة هيلي الكبرى، ويبلغ ارتفاعها 2.5 مترًا بينما يبلغ قطرها 8 أمتار. وقد بنيت خلال عصر أم النار (2700-2000 قبل الميلاد). ويظهر على مدخلي المقبرة نقوشًا تُصوّر البشر وظباء المها. وتوضح النتائج أن المتوفين دفنوا في مقابر جماعية بها عدد من الغرف ومبنية من الحجارة. وقد وُجد في مقبرة هيلي الكبرى ست غرف، تم ترتيبها على قسمين من المبنى الدائري، الذي يقسمه جدار مستعرض. ولأن المقبرة كانت متضررة بشدة، تم ترميمها في عام 2005 لإعطاء الزوار فكرة عن ملامحها الأصلية. 
وبالرغم من أنّه لم يتم العثور إلّا على بقايا من رفات بشري في مقبرة هيلي الكبرى، فقد وجد العلماء العديد من القبور المحفورة سليمة حيث نُقل إليها جثامين القبور الأصلية على الأرجح خلال فترة لاحقة. وقد تم دفن أكثر من 600 شخص من جميع الأعمار في القبور المحفورة، وقد أنار فحصها الطريق أمام معرفة طبيعة الحياة اليومية للشعب الذي استوطن الإمارات قبل أكثر من 5000 سنة مضت. وقد وجد العلماء، على سبيل المثال، معدلات مرتفعة من وفيات الأطفال، فضلاً عن أن متوسط العمر العام لم يتجاوز ال 40 عاماً إلا نادرًا. وكان متوسط طول السكان من الإناث حوالي 157 سم ومن الذكور حوالي 171 سم، وبرزت معاناة السكان من سوء التغذية، مما أدّى إلى حدوث مشاكل خطيرة بالأسنان.  

## مواقع[16]
أهم المواقع الموجودة داخل الحديقة حسب الرموز المرجعية في الكتب الدليلية:
هيلي 1
هو برج يقع في الجزء الشمالي من الحديقة، وهو أول برج تم اكتشافه من قبل فريق دنماركي خلال ستينيات القرن الماضي العشرين.
هيلي 2

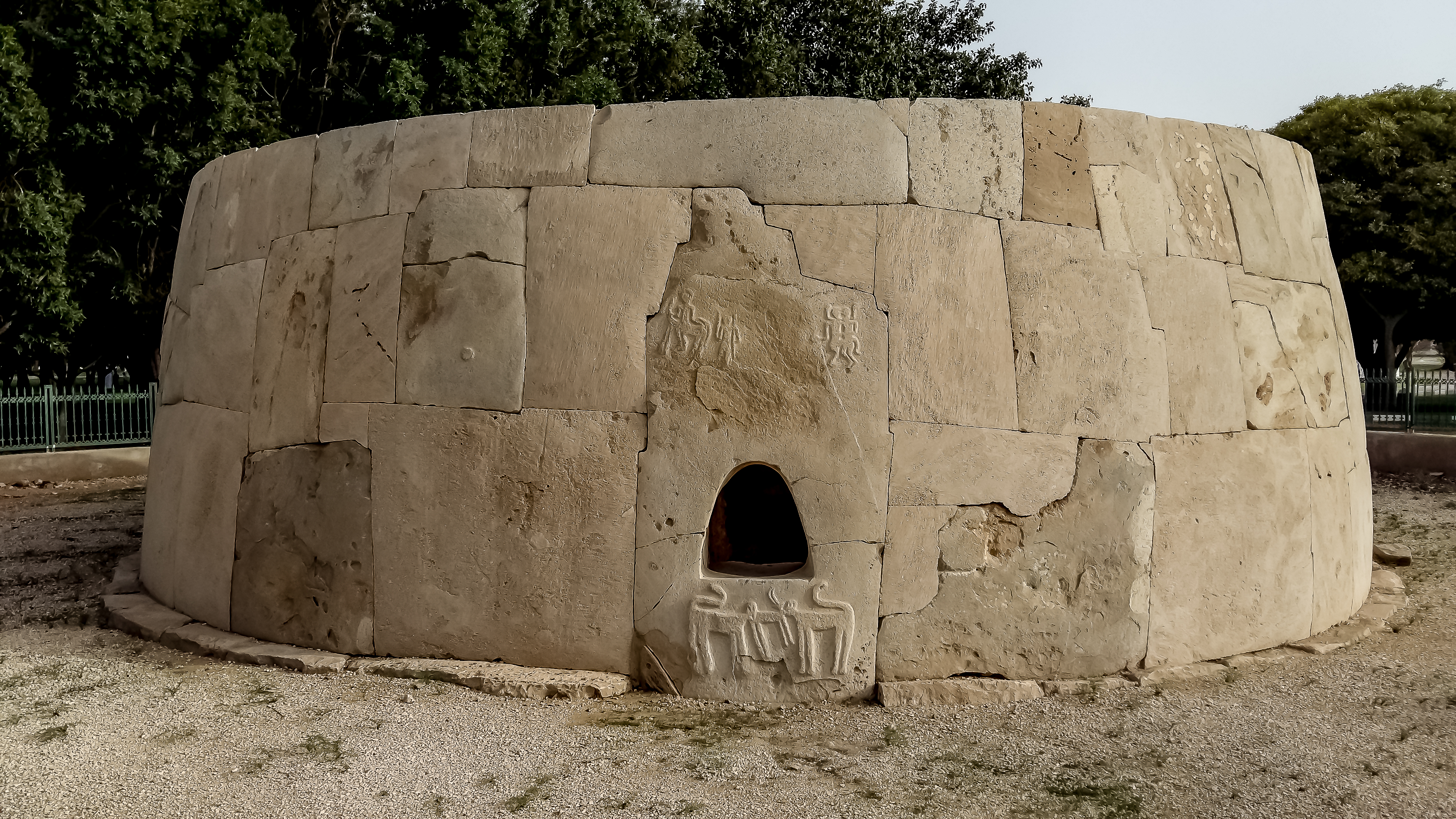
مدفن هيلي الكبير

وهي قرية صغيرة في الجزء الشمالي من الحديقة ترجع للعصر الحديدي، وتتكون من عشر منازل على الأقل مبنية بالطوب اللبن. 
هيلي 8
هو برج دائري مبني من الطوب اللبن، يقع في الركن الجنوبي الغربي من الحديقة، وقد تم بناءه وتعديله في عصر يرجع إلى وقت متأخر من 3000 قبل الميلاد وحتى 1600 قبل الميلاد، قام بالتنقيب عنه فريق فرنسي في أواخر سبعينيات القرن الماضي.  
هيلي 15
وهو نظام فلج الري في الجزء الشمالي من الحديقة، ويرجع للعصر الحديدي الذي تم اكتشافه في عام 1983.
مقبرة أ
يشار إليها بالمدفن الكبير أو مقبرة هيلي الكبرى، بنيت ما بين عامي 2300 و2000 قبل الميلاد، وتم ترميمها في عام 2005. تقع في الجزء الشمالي من الحديقة.
مقبرة ب
قبر محفور بيضاوي الشكل يقع على مقربة من المدفن الكبير في الجزء الشمالي من الحديقة، ويحتوي على رفات أكثر من 600 جثمان وبضائع جنائزية ترجع إلى نهاية عام 3000 قبل الميلاد.